# نجم‌الدین کبری
| نجم‌الدین کبری | نجم‌الدین کبری                     |
| ------------- | --------------------------------- |
| نام           | احمد بن عمر بن محمد خیوقی خوارزمی |
| کنیه          | ابوالجناب                         |
| القاب         | نجم‌الدین کبری و طامةالکبری        |
| معروف به      | شیخ نجم‌الدین کبری، شیخ ولی‌تراش    |
| زمینه فعالیت  | عرفان و تصوّف                      |
| منصب          | قطب دوازدهم سلسله ذهبیه           |
|               | قرن ششم و هفتم هجری               |
| زادروز        | ۵۴۰ هجری قمری                     |
| زادگاه        | زیرآباد (جوین)                    |
| مقتول         | ۶۱۸ هجری قمری                     |
| محل فوت       | کهنه‌گرگانج                        |

ابو عبدالله احمد بن عمر بن محمد خیوَقی خوارزمی کنیه ابوالجناب و ملقب به نجم‌الدین کبری و طامةالکبری و مشهور به شیخ ولی‌تراش از صوفیان سدهٔ ششم و هفتم قمری است. نجم الدین در سال ۵۴۰ق/۱۱۴۵م در شهر خیوه در ولایت خوارزم به دنیا آمد. او بعد از فراگیری مقدّمات علوم در آنجا، سال‌های بسیار به مسافرت پرداخت و نزد استادان زیادی علوم رسمی و متداول؛ به ویژه حدیث را فرا گرفت و از مشایخ متعددی در طریقت بهره‌مند گردید. از استادان مهم وی یکی شیخ اسماعیل قصری (م. ۵۸۹) است که نزد وی به ریاضت و سلوک پرداخت و از او اجازهٔ ارشاد گرفت و به خوارزم بازگشت.»
شاگردان و خلفای شیخ نجم الدین کبری از قبیل، شیخ فریدالدین عطار، باباکمال جندی، شیخ رضی الدین علی لالا، شیخ سعدالدین محمد حمویی، شیخ نجم الدین رازی، مجدالدین بغدادی و بهاء ولد از اعاظم طریقه کبراویه و بزرگان دیگر همه از شاگردان و مریدان این شیخ می‌باشند. نجم‌الدین در طول مدت عمر ۱۲ نفر را به مریدی پذیرفت که همگی از جمله مشایخ و اولیا شدند.
شیخ نجم‌الدین در ۱۲۲۱ میلادی در حمله مغول به خوارزم به قتل رسیده و در منطقه تاریخی «کهنه‌گرگانج» در استان «داش اغوز» در شمال ترکمنستان مرقد وی موجود است و یکی از مهم‌ترین محل زیارت زائران محلی و خارجی ترکمنستان به‌شمار می‌آید.
مرقد نجم‌الدین کبری و شاگردان نزدیک او در سده ۱۴ میلادی بنیان‌گذاری شده و معماران آن دوران مهارت خود را در تزئین منحصر به فرد سنگ قبر نجم‌الدین کبری به کار برده بودند.
آرامگاهی منسوب به شیخ نجم الدین کبری در ایران و در شهرستان جوین، روستای زیر آباد نیز وجود دارد.

## تألیفات
از شیخ نجم الدین کبری تعداد مختصری تألیف برجای مانده‌است. آثار مهم وی در موضوعاتی است که بیشتر به تجزیه و تحلیل تجربه شهودی می‌پردازد؛ او در این آثار در مورد معانی مختلف خیال و شهود و مراتب تجلّی شهود -که برای عارف متجلّی می‌شود-، درجات مختلف تصوّر و خواطر که توجّه سالک إلی الله را جلب می‌کند، طبیعت و ارتباط لطائف انسان بحث کرده‌است. از مهم‌ترین تألیفات شیخ نجم الدین کبری می‌توان به:
- فوائح الجمال و فواتح الجلال:تصحیح با یک مقدمهٔ جامع در مورد زندگی و آثار نویسنده توسّط فریتس مایر، ویسبادن، ۱۹۵۷)۴ است.
- الاصول العشرة
- رساله الخائف الهائم من لومه اللائم[۸]: در این رساله امور دهگانه ای، به عنوان شروط اساسی و مهم در رهایی سالک از وساوس شیطانی معرفی شده‌است.
- آداب الصوفیه
- السائر الحائر الواجد الی الساتر الواحد الماجد[۹]
- علاوه بر این رسائل کوتاه، کبری «تفسیری عرفانی بر قرآن» را آغاز نمود که نتوانست آن را کامل کند امّا این کار، پس از مرگش ابتدا توسّط مریدش نجم الدین رازی و سپس توسّط یکی دیگر از مشایخ تصوّف یعنی علاءالدوله سمنانی ادامه یافت.[۱۰]

در ایران
- انتشار کتاب «نجم گبری» توسّط کاظم محمّدی، انتشارات طرح نو، سال ۱۳۸۰ شمسی.
- انتشار کتاب «نجم کبری پیر ولی تراش» توسّط کاظم محمّدی، انتشارات نجم کبری، سال ۱۳۸۶.
- انتشار کتاب «فوائح الجمال» با تصحیح کاظم محمّدی، انتشارات نجم کبری، سال ۱۳۹۲.